# Johann August Heinrich Tittmann

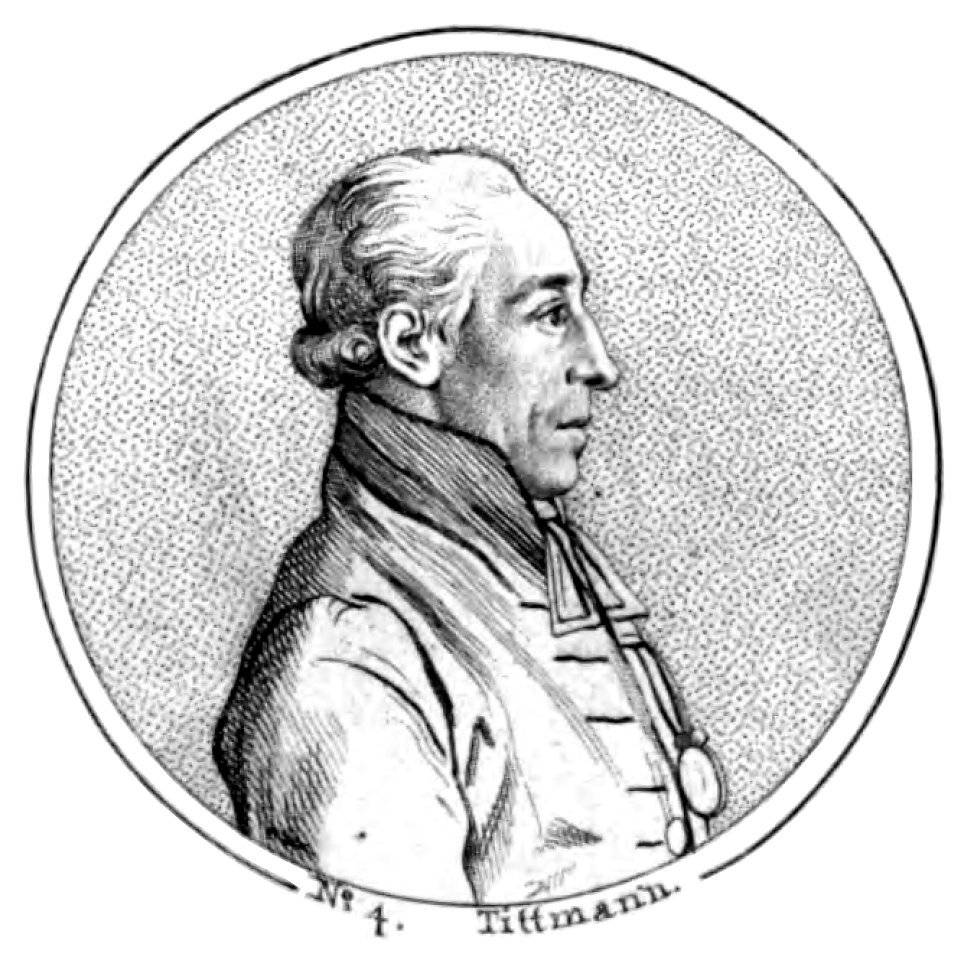
Johann August Heinrich Tittmann

Johann August Heinrich Tittmann (* 1. August 1773 in Langensalza; † 30. Dezember 1831 in Meißen (beigesetzt: Leipzig)) war deutscher Theologe und Philosoph und gilt als wichtiger Vertreter des theologischen Supranaturalismus.

## Leben
Johann August Heinrich Tittmann wurde in Langensalza als ältester Sohn einer Familie bedeutender Gelehrter geboren. Sein Vater, Karl Christian Tittmann (1744–1820), war Professor für Theologie in Wittenberg und späterer Superintendent und Oberkonsistorialrat in Dresden. Sein Bruder, Friedrich Wilhelm Tittmann (1784–1864), wirkte als geheimer Archivar in Dresden, ein weiterer Bruder, Carl August Tittmann (1775–1834), war Rechtswissenschaftler. Tittmanns zwei Jahre jüngere Schwester, Johanna Caroline Tittmann, war die Großmutter des Paul Alfred Stübel (1827–1895), Oberbürgermeister von Dresden und des Naturforschers Alphons Stübel (1835–1904).
Nach dem Umzug der Familie nach Wittenberg im Jahr 1775 besuchte der hochbegabte Johann August bereits als 16-Jähriger Vorlesungen an der Wittenberger Universität. Im Jahre 1791 schloss er sein Studium mit dem Magister für Philosophie und Theologie ab und setzte daraufhin seine Studien in Leipzig fort. Nach seiner Habilitation im Jahre 1793 bekleidete er an der Universität Leipzig außerordentliche Professuren der Philosophie (1796) und Theologie (1800) und wurde bekannt als Verfasser zahlreiche Werke sowohl auf philosophischem als auch theologischen Gebiet.
Im Jahre 1811 heiratete er Henriette Christiane geb. Drache, Witwe des Schnaditzer Rittergutsbesitzers Kommissionsrat Christoph Samuel Martin. Aus dieser Ehe gingen drei Töchter hervor, von denen eine kurz nach der Geburt starb.
In seiner Leipziger Zeit hatte Tittmann den Vorsitz des Leipziger Missionshilfsvereins und der Bibelgesellschaft, des Taubstummeninstituts und der deutschen Gesellschaft für die Erforschung vaterländischer Alterthümer inne, war Mitglied einer bedeutenden akademischen Lesegesellschaft und bekleidete darüber hinaus ab 1815 die Domherrenstelle in Meißen.
Im Rahmen der Reformbemühungen der Universität und der sächsischen Landesregierung zu Beginn des 19. Jahrhunderts beauftragte Tittmann 1808 als amtierender Rektor der Universität sechs Professoren aus verschiedenen Fakultäten, die er für hochschulpolitisch kompetent hielt, gemeinsam eine Denkschrift zu erarbeiten, die den Standpunkt der Universität gegenüber der von der Landesregierung eingesetzten Revisionskommission zum Ausdruck bringen sollte. Als Vormund seiner Frau als Besitzerin des Rittergutes Schnaditz bzw. von deren erbberechtigten Töchtern hatte Tittmann automatisch einen Sitz im sächsischen Landtag, dem man ihm ehrenhalber auch nach 1815 (als Schnaditz zu Preußen kam!) beließ.
Zeitlebens auch politisch engagiert, verhandelte Tittmann im Auftrag der sächsischen Regierung mit Napoleon ebenso wie mit den russischen Zaren Alexander I. und war Teilnehmer des Wiener Kongress, wo er sich für die Bildung eines Corpus Evangelicorum einsetzte.
Tittmann war einer der verdienstvollsten Theologen seiner Zeit.

## Schriften
Eine kleine Auswahl der philosophischen und theologischen Schriften Tittmanns:.
- De consensu philosophorum veterum in summo bono definiendo disputatio philosophica. Habilitationsschrift, Leipzig 1793.
- Grundriß der Elementarlogik, nebst einer Einleitung in die Philosophie. Leipzig 1795.
- Lehrbuch der Homiletik. Breslau 1804.
- Institutio symbolica ad sententiam ecclesiae evangelicae. 1811.
- Über Supranaturalismus, Rationalismus und Atheismus. Leipzig 1816.
- Über die Vereinigung der evangelischen Kirchen. Ein Sendschreiben an den Herrn Präsidenten der Berliner Synode. [F. D. E. Schleiermacher], Leipzig 1818.
- Libri symbolici Ecclesiae evangelicae. 2. Aufl. 1827.
- Die evangelische Kirche im Jahr 1530 und 1830. 1830.
- Opuscula varii argumenti, maximam partem dogmatici, apologetici et historici. postum 1833, Hrsg.: Hahn.